# بخش وادزورث (شهرستان مدینه، اوهایو)
بخش وادزورث (به انگلیسی: Wadsworth Township) یک منطقهٔ مسکونی در ایالات متحده آمریکا است که در شهرستان مدینا، اوهایو واقع شده‌است.
 بخش وادزورث ۴۲٫۷ کیلومتر مربع مساحت و ۳٬۹۹۶ نفر جمعیت دارد و ۳۶۴ متر بالاتر از سطح دریا واقع شده‌است.